# Вельоленка (Опольське воєводство)
Вельоленка (пол. Wielołęka, нім. Bachwitz) — село в Польщі, у гміні Домашовиці Намисловського повіту Опольського воєводства.
Населення — 131 особа (2011).
У 1975-1998 роках село належало до Опольського воєводства.

## Демографія
Демографічна структура станом на 31 березня 2011 року:
|          | Загалом | Допрацездатний вік | Працездатний вік | Постпрацездатний вік |
| -------- | ------- | ------------------ | ---------------- | -------------------- |
| Чоловіки | 72      | 18                 | 51               | 3                    |
| Жінки    | 59      | 8                  | 40               | 11                   |
| Разом    | 131     | 26                 | 91               | 14                   |